# Камалов, Раиль Исмагилович
Раиль Исмагилович Камалов (20 февраля 1932 года — 24 марта 1989 года) — звеньевой механизированного звена по выращиванию сахарной свеклы в колхозе имени Фрунзе Кармаскалинского района БАССР. Герой Социалистического Труда. Депутат Верховного Совета РСФСР седьмого созыва (1967—1971).

## Биография
Раиль Исмагилович Камалов родился 20 февраля 1932 г. в д. Савалеево Кармаскалинского района БАССР.
Образование — неполное среднее.
Трудовую деятельность начал в 1942 г. в колхозе имени Фрунзе Кармаскалинского района. В 1952—1955 гг. служил в рядах Советской Армии. После увольнения в запас трудился на различных участках колхозного производства. В декабре 1957 г. направлен на курсы трактористов. С апреля 1958 г. работал трактористом, в 1961 г. возглавил механизированное звено по выращиванию сахарной свеклы в колхозе имени Фрунзе.
Благодаря умелой организации производства звено Р. И. Камалова уже через год добилось значительных результатов в труде. В 1962 г. урожай сахарной свеклы составил 250 центнеров с гектара на площади 50 гектаров. Улучшая агротехнику, качество вспашки, в 1965 г. члены его звена добились урожая свеклы 311 центнеров с каждого из 80 гектаров посевов. Себестоимость одного центнера сахарной свеклы составила в среднем 1,30 рубля, а по колхозу — 1,89 рубля, по району — 2,40 рубля.
За успехи, достигнутые в повышении урожайности, увеличении производства и заготовок сахарной свеклы, Указом Президиума Верховного Совета СССР от 31 декабря 1965 г. Р. И. Камалову присвоено звание Героя Социалистического Труда.
До 1989 г. работал звеньевым механизированного звена колхоза имени Фрунзе.
Депутат Верховного Совета РСФСР седьмого созыва (1967—1971).
Умер 24 марта 1989 года.

## Награды
- Герой Социалистического Труда (1965)
- Награждён орденами Ленина (1965, 1971), медалями.